# École polytechnique
École polytechnique – francuska politechnika w Palaiseau pod Paryżem założona w 1794 roku. Od 1804 roku ma status wojskowy, mimo którego jest otwarta dla studentów zagranicznych.
Uczelnia jest znana we Francji przede wszystkim ze swojego trzyletniego programu Ingénieur Polytechnicien, do którego selekcjonują najlepszych studentów kończących classes préparatoires trwających 2 lata. Z tego względu, uczestnicy tego programu zaczynają od zajęć na poziomie trzeciego roku licencjatu i kończą z dyplomem magistra inżyniera. École polytechnique prowadzi również studia magisterskie i doktoranckie.
Z powodu swojego statusu wojskowego, uczestnicy programu Ingénieur Polytechnicien mają stopień oficerski i posiadają mundur wojskowy. Szkoła przewodzi również corocznej defiladzie wojskowej 14 lipca. Uczelnia nadzorowana jest przez francuskie ministerstwo obrony.
Uczelnia posługuje się również przydomkiem „X”. Dwie teorie są przywoływane, aby wytłumaczyć jego pochodzenie. Według pierwszej, chodzi o dwie krzyżujące się armaty, które tradycyjnie widniały w logo uczelni. Według drugiej, chodzi o odniesienie do wyjątkowej wagi przykładanej do nauczanej przez nią matematyki. Przy nazwiskach studentów i absolwentów często podaje się rok przyjęcia do szkoły poprzedzony literą „X”.

## Historia
Uczelnia powstaje w 1794 pod nazwą „Ecole centrale des travaux publics” (nie mylić z École centrale Paris), po tym gdy w 1793 roku zamknięto wszystkie uczelnie we Francji. Swoją dzisiejszą nazwę otrzymuje w 1795 roku.
W 1804 roku, Napoleon Bonaparte nadaje szkole status wojskowy i dewizę, które dotrwały do dziś. Wtedy też uczelnia wprowadza się do budynków niedaleko Panteonu w Paryżu.
Podczas drugiej wojny światowej, uczelnia jest zmuszona do przeprowadzki do Villeurbanne i Lyonu oraz traci swój status wojskowy. Status ten jest jej zwrócony w 1944 roku, a szkoła wraca do dawnych budynków w 1945 roku.
Po wojnie, uczelnia wchodzi w okres intensywnych zmian, zwiększenia liczby studentów jak i jej laboratoriów. W 1961 roku, liczba studentów wzrasta do 400 i zapada decyzja o przeniesieniu uczelni ze względu na brak miejsca na rozwój. W 1970 roku zmienia się częściowo status: Ecole polytechnique staje się uczelnią cywilną pod patronatem ministerstwa obrony. W 1972 uczelnia otwiera podwoje również dla kobiet. W 1976 przenosi się do podparyskiego Palaiseau. Od 1995 roku, uczelnia otwiera się na studentów z zagranicy. W 2008 roku, razem z innymi szkołami wyższymi, między innymi Université Paris-Saclay, bierze udział w inicjatywie mającą rozwinąć pobliskie tereny, aby mogły konkurować z Doliną Krzemową. Od 2019 Ecole Polytechnique wchodzi w skład Institut Polytechnique de Paris, którego jest współzałożycielem.

## Absolwenci
Absolwentami École polytechnique było wiele osób, które zaznaczyły się w historii Francji.
Trzech absolwentów objęło urząd prezydenta Republiki Francuskiej: Sadi Carnot (X1857), Albert Lebrun (X1890) i Valéry Giscard d'Estaing (X1946).
École polytechnique szczyci się również trzema laureatami nagrody Nobla: Henri Becquerel (X1872) z fizyki (1903), Maurice Allais (X1931) i Jean Tirole (X1973) z ekonomii (1988, 2014). W dziedzinie matematyki, Augustin Louis Cauchy (X1805), Gustave Coriolis (X1808), Henri Poincaré (X1873), Siméon Denis Poisson (X1798) i Benoît Mandelbrot (X1944) również ukończyli tę szkołę. Jean-Christophe Yoccoz, laureat medalu Fieldsa z 1994 roku, jest doktorem École polytechnique.
Absolwenci École polytechnique zajmowali również najwyższe pozycje we francuskich firmach. Wśród nich Conrad Schlumberger (X1898), twórca przedsiębiorstwa Schlumberger z bratem Marcelem Schlumberger, mający również ogromny wkład w rozwój geofizyki otworowej. Bernard Arnault (X1969) jest szefem LVMH i numerem 11 na liście najbogatszych ludzi świata magazynu Forbes (2017). Carlos Ghosn (X1974) był prezesem Renault/Nissan (2005-2019).
Absolwentem uczelni jest również filozof Auguste Comte (X1814).
Jednym z wykładowców École polytechnique był Claude Louis Berthollet.